# Guiu II de la Roche
Guiu II de la Roche (1280 - 5 d'octubre del 1308) va ser duc d'Atenes des de 1287 i en fou l'últim del seu llinatge. A la mort del seu pare, Guillem I de la Roche, el succeí quan encara era menor d'edat i en el moment en què el ducat d'Atenes excedia el Principat d'Acaia en patrimoni, poder i importància.

## Ducat d'Atenes
Guiu II de la Roche estigué inicialment sota la tutoria de la seva mare, Helena Àngel Comnèna, que el 1289 es veié forçada a sotmetre's a Isabel I d'Acaia, princesa d'Acaia per la cessió d'eixe territori per part de Carles II d'Anjou. El 1291 Helena Àngel Comnèna es casà de nou amb Hug de Brienne, convertint-se aquest en administrador del Ducat d'Atenes. Guy II de la Roche arribà a la seva majoria el 1296 i el 1299 es casà amb Matilda d'Hainaut, qui aleshores tenia 4 anys i era filla d'Isabel I d'Acaia, princesa d'Acaia, i del seu primer marit Florenci d'Hainaut.

## Principat d'Acaia
Després de la mort de Florenci d'Hainaut, Isabel I d'Acaia es casà en segones núpcies amb Felip I del Piemont, que rebé l'homenatge de Guiu II de la Roche el 1301. Posteriorment uniren les seves tropes i s'internaren a Tessàlia per defensar al cosí d'aquest, Joan II Àngel, en contra de la invasió del dèspota de l'Epir.
El 1306, Felip I del Piemont i Isabel I d'Acaia foren requerits a presentar-se davant de Carles II d'Anjou. Felip I del Piemont fou acusat de deslleialtat i de no retre l'obediència deguda en no haver donat suport a la reclamació de Carles II d'Anjou sobre el Despotat de l'Epir. A més, Isabel I d'Acaia fou acusada de no haver requerit el consentiment previ de Carles II d'Anjou per casar-se amb Felip I de Piemont. De resultes d'aquestes acusacions, Carles II d'Anjou privà del principat d'Acaia a la parella el 5 de maig del 1306, i en traspassà la titularitat al seu fill, Felip I de Tàrent (qui per tant esdevingué Felip II d'Acaia). Aquest visità breument el territori el 1307, Guiu II de la Roche es convertí en governador del Principat d'Acaia. Un any més tard però, el 1308, morí de càncer a l'edat de 28 anys.

## Successió
Guiu II no deixà cap hereu i el llinatge de la Roche quedà estroncat. El ducat d'Atenes fou disputat entre diversos pretendents fins que el parlament del ducat escollí com a nou duc a Gualter V de Brienne.